# Соколін Яків Олександрович
Яків Олександрович Соколін (1888 - після 1929) — радянський функціонер і діяч вищої освіти. Член РСДРП із 1904 року. Під час громадянської війни в Росії служив у Червоній армії. З 1923 по 1927 рік був ректором Харківського інституту народного господарства, а з 1927 по 1929 — членом президії Української державної планової комісії.

## Біографія
Яків Соколін народився у 1888 році. Його батько був підрядником. За допомогою батька, який, як стверджує дослідник Е. А. Коняєва, «створив усі можливі умови», Яків зміг здобути вищу освіту. Ще бувши студентом, в 1904 році він вступив до Російської соціал-демократичної робочої партії.
Дані про біографію Соколина в період революцій 1917 року і Громадянської війни в Росії розходяться. Так було в біографії Соколина, написаної Є. А. Коняєвим та опублікованою у 2004 році, говориться, що з 1917 по 1918 рік він був викладачем у Києві, а з 1918 року служив у Червоній армії. При цьому у книзі «Нариси з історії Харківського національного економічного університету» (рос. «Очерки из истории Харьковского национального экономического университета») говориться, що після початку громадянської війни в Росії Соколін почав "брати участь у політичному житті армії" і лише потім зайнявся викладацькою діяльністю, а у Червоній армії розпочав службу у 1920 році.
Після демобілізації з армії, в 1921 році, почав працювати в Київській губернській раді профспілок, але вже наступного року, після того, як його діяльність у цьому органі «отримала позитивний відгук у партійного керівництва», був переведений до Південного відділення Всесоюзної центральної ради профспілок.
У 1923 році Соколін був призначений ректором Харківського інституту народного господарства. В 1924 — всі факультети ВНЗ були переведені в окрему будівлю, яка згодом була закріплена за ВНЗ. Станом на 1926 в структуру ВНЗ входило шість факультетів - основний, правовий, промисловий, торговий, трудовий і робітник. Є. А. Коняєв особливо відзначав заслугу Соколина на посаді ректора у розвитку освіти у харківському регіоні та створенні ґрунту для того, щоб Харків зміг стати «правовою столицею України». Соколін також обіймав посаду професора у цьому ВНЗ.
7 березня 1927 був переведений з посади ректора на посаду члена президії Української державної планової комісії, яку обіймав до 1929. В 1941 був під слідством, офіційні дані про причину не опубліковані